# Giro de Lombardía 1960
El Giro de Lombardía 1960, la 54.ª edición de esta clásica ciclista, se disputó el 16 de octubre de 1960, con un recorrido de 226 km con salida y llegada a Milán. El vencedor final fue el belga Emile Daems, que se impuso al esprint a sus ocho compañeros de fuga. Los italianos Diego Ronchiniy Marino Fontana fueron segundo y tercero respecticamente. 

## Clasificación final
| Posición | Ciclista         | Equipo         | Tiempo  |
| -------- | ---------------- | -------------- | ------- |
| 1        | Emile Daems      | Philco         | 5h33'46 |
| 2        | Diego Ronchini   | Bianchi        | s.t.    |
| 3        | Marino Fontana   | San Pellegrino | s.t.    |
| 4        | Michel Stolker   | Radium         | s.t.    |
| 5        | Ezio Pizzoglio   | San Pellegrino | s.t.    |
| 6        | Romeo Venturelli | Fides          | s.t.    |
| 7        | Carlo Brugnami   | Torpado        | s.t.    |
| 8        | Imerio Massignan | Legnano        | s.t.    |
| 9        | Silvano Ciampi   | Philco         | a 2'31" |
| 10       | Rino Benedetti   | Ghigi          | s.t.    |